# Benjamin F. Cravatt
Benjamin Franklin Cravatt (* 13. April 1970 in Houston, Texas) ist ein US-amerikanischer Chemiker am Scripps Research Institute in La Jolla, Kalifornien.

## Leben
Cravatt erwarb 1992 an der Stanford University einen B.A. in Geschichte und einen B.S. in Biowissenschaften. 1996 erwarb er bei Richard A. Lerner am Scripps Research Institute (TSRI) einen Ph.D. mit einer zweiteiligen Arbeit zu makromolekularen und zellulären Strukturen und Chemie (Part I. Antibody-catalyzed syn elimination reaction to form a cis olefin. Part II. The Chemistry and biology of 9(Z)-octadecenamide (Oleamide): A sleep-inducing lipid.)
1996 erhielt er am Skaggs Institute for Chemical Biology des TSRI eine erste Professur (Assistant Professor). Im Jahr 2000 wurde er Associate Professor in der Abteilung für Chemie, 2001 in der Abteilung für Zellbiologie und -chemie des TSRI. Zwischen 2002 und 2010 war er Direktor des Helen L. Dorris Child and Adolescent Neuro-Psychiatric Disorder Institute am TSRI. Seit 2004 hat Cravatt eine ordentliche Professur für Chemische Biologie inne. In den Folgejahren kamen verschiedene Professuren für Chemie, Biochemie und Neurowissenschaften hinzu. Seit 2007 steht er der Biochemie des Scripps Institute vor.

## Wirken
Cravatt befasst sich mit der Wirkung und Regulation von Botenstoffen, insbesondere Fettsäureamiden, die physiologische Phänomene wie Schmerz, Schlaf oder Thermoregulation vermitteln. Darüber hinaus entwickelt er Testsubstanzen für die Proteomik der aktiven Zentren von Enzymen und beschäftigt sich allgemein mit der Funktion von Proteinen und der Metabolomik. Beispielhaft charakterisierte er das Cannabinoide-abbauende Enzym Fettsäureamid-Hydrolase (FAAH) und entwickelte das Activity-Based Protein Profiling (ABPP) zur Bestimmung von Enzymaktivität (statt Enzym-Konzentration) im Proteom von Krebszellen.
Cravatt gehört zu den Gründern der Biotechnologie-Unternehmen Abide Therapeutics Inc. zur Entwicklung von Serin-Hydrolasen und ActivX Biosciences Inc. (2000) zur Entwicklung von Proteinkinasen und Proteasen, jeweils als Arzneistoff.

## Auszeichnungen (Auswahl)
- 2002 Innovator under 35 des MIT Technology Review[3]
- 2004 Eli Lilly Award in Biological Chemistry[4]
- 2007 Fellow der American Association for the Advancement of Science
- 2014 Mitglied der National Academy of Sciences[5]
- 2016 Mitglied der American Academy of Arts and Sciences[6]
- 2021 Chemical Pioneer Award
- 2022 Wolf-Preis in Chemie[7]
- 2024 Heinrich-Wieland-Preis
- 2025 William H. Nichols Medal
- 2025 Tetrahedron-Preis[8]